# ジョシュ・マトス
ジョシュ・マトス（Josue Matos, 1978年3月15日 - ）はプエルトリコ出身の野球選手。身長194cm。体重88kg。ポジションは投手。右投右打。かつてはシアトル・マリナーズ傘下でプレーしていたが、現在は独立リーグのニューアーク・ベアーズでプレーしている。本格派として中継ぎと先発両面で活躍している。2006年のワールドベースボールクラシックプエルトリコ代表に選出されている。